# Rio Buranhém

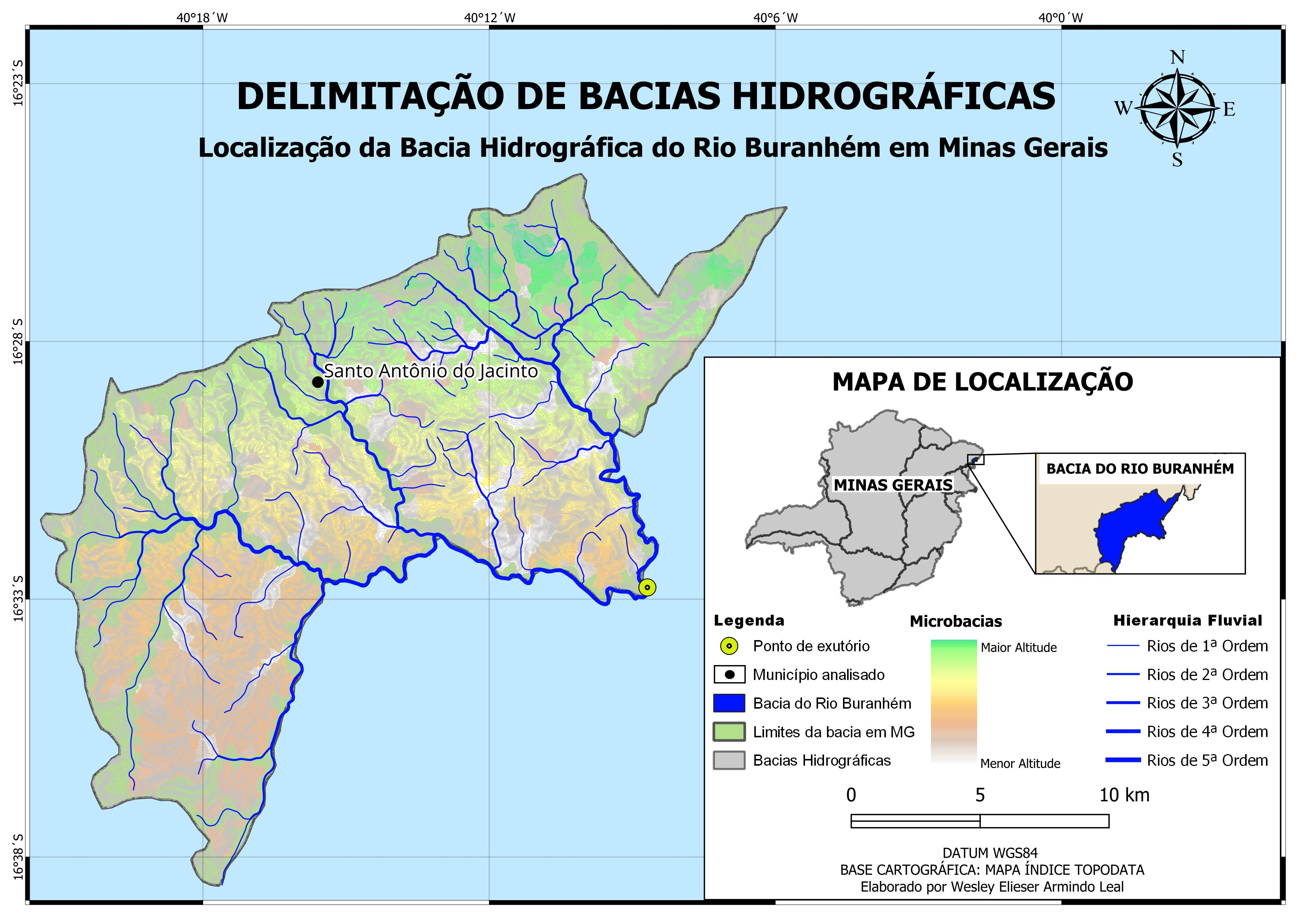
Bacia hidrográfica do rio Buranhém em Minas Gerais

O rio Buranhém é um curso de água que corta os estados de Minas Gerais e Bahia, no Brasil. Nasce na Pedra do Cachorro, na serra dos Aimorés, em Santo Antônio do Jacinto, no estado de Minas Gerais. Conhecido também como rio do Peixe ou rio de Porto Seguro, percorre vinte quilômetros em Minas Gerais e 128 quilômetros na Bahia, até sua foz no oceano Atlântico, na cidade de Porto Seguro. É o manancial de onde é captada a água que abastece cidades do extremo sul baiano como Guaratinga e Eunápolis.

## Etimologia
"Buranhém" é o nome popular da árvore Pradosia lactescens. É um nome originado da língua tupi antiga e significa "pau doce", através da junção dos termos ybyrá ("pau") e e'ẽ ("doce").

## Descrição
O rio está no centro do triângulo turístico do Sul da Bahia, que envolve Arraial d'Ajuda, Trancoso e Porto Seguro, abrangendo uma área de 377,8 quilômetros quadrados. O rio corta o centro do município de Porto Seguro. Permite passeios ecológicos até a ilha do Pau do Macaco, uma das várias ilhas fluviais locais entre ecossistemas diversos. Forma um estuário com doze quilômetros de extensão, com manguezais e espécies estuarinas características. Sua vazão média é de 25,65 m³/s na região já próxima de Porto Seguro.
Foi retificado na década de 70 por cerca de doze quilômetros, a partir de quatro quilômetros de sua foz, com o objetivo de evitar enchentes no assentamento da Ilha do Pau Macaco. Tal medida causou o assoreamento de seu leito e consequente restrição de sua navegabilidade.